# Conférence d'Ypres
La conférence d'Ypres est une réunion qui se déroula le 21 mai 1940 à Ypres, ville belge située sur le canal de l'Yser.
Elle avait pour objectif de lancer une manœuvre afin de rétablir la jonction entre les troupes alliées combattant en Belgique et celles combattant sur le front de la Somme durant la bataille de France.
Cette réunion dans un contexte de déroute pour les armées alliées battues par la rapidité et la puissance de leurs adversaires rassembla  le roi des Belges Léopold III le générallissime français Maxime Weygand et le général Gaston Billotte. L’avion de Weygand ayant été attaqué, il dut passer par Calais et la réunion fut repoussée. Lord Gort, chef du corps expéditionnaire britannique, n’avait pas été prévenu de l’heure ni du lieu, et fut absent des débats. La réunion ne put donc coordonner toutes les armées. Weygand repart aussitôt en sous-marin.
Lorsque la discussion s'acheva, vers 20h, il avait été décidé de regrouper les forces alliées sur un nouveau front : Valenciennes, Escaut français, ancienne position frontière de Maulde à Halluin, Lys. Belges et Français devaient relever trois des divisions britanniques. Mais il fut impossible de prévoir plus de cinq divisions pour une offensive au sud, qui ne pourrait débuter que le 23. La bataille d'Arras fut finalement lancée avec des moyens réduits le 21 mai.
Le général Billote décédera des suites d'un accident de la circulation au retour de cette conférence. Le général Blanchard, son successeur à la tête du 1er groupe d'armées, n'apprit que le lendemain à midi les décisions prises en commun et les mesures qui en découlaient. Les choses allèrent d'ailleurs si vite, que ni Weygand ni Blanchard ne purent exercer le moindre contrôle sur les armées du nord et chacune opéra donc indépendamment jusqu'à l'issue de la campagne.
Finalement, cette conférence ne changea rien au cours de la campagne de France et n'empêcha pas l'effondrement des armées française et belge.